# Anarbor
Gli Anarbor sono un gruppo musicale alternative rock/pop punk statunitense, formatosi nel 2003 a Phoenix. La band ha pubblicato autonomamente due EP, prima di essere messa sotto contratto nel 2008 dalla Hopeless Records. Con l'etichetta californiana gli Anarbor hanno pubblicato due album full length: The Words You Don't Swallow nel 2010 e Burnout nel 2013. La band è in hiatus dal 2014.

## Storia del gruppo
La band si forma nel 2003 a Phoenix dall'incontro di quattro ragazzi alla high school: Slade Echeverria (voce), Mike Kitlas (chitarra ritmica), Adam Juwig (chitarra elettrica) e Greg Garrity (batteria. All'inizio il gruppo è più un passatempo che un progetto serio, e prende il nome di Troop 101 dal disegno di una truppa su una confezione di biscotti che uno dei ragazzi stava mangiando durante le prove (a cui viene aggiunto il numero 101 per caso). Il gruppo effettua le prove nel garage di Garrity, e si esibisce nel suo primo concerto il 17 luglio 2003 a Chandler. Poco dopo questo concerto al gruppo si unisce la bassista Jess Myers. I Troop 101 continuano a suonare nell'area di Phoenix per tutto il 2004, ed a fine anno registrano un primo EP, chiamato You Brought This on Yourself, che viene autopubblicato il 6 maggio 2005.
Dopo la pubblicazione dell'EP, i membri della band iniziano a prendere le cose più sul serio, e stanchi del nome Troop 101 -che non avevano peraltro mai apprezzato- decidono di cambiarlo in Anarbor (il quale è preso da Ann Arbor, una città del Michigan di cui era originaria la famiglia di uno dei chitarristi). Con questo nome ad inizio 2008 arriva un nuovo EP, Hearing Colours, Seeing Sounds. Questa pubblicazione attira l'interesse della Hopeless Records, una delle principali case discografiche indipendenti, che decide di mettere sotto contratto gli Anarbor (i cui membri erano ancora alla high school). Con la nuova etichetta la band pubblica subito un nuovo EP, intitolato The Natural Way, il 19 agosto 2008. Ad ottobre la bassista Jess Myers annuncia di aver lasciato il gruppo; il posto di bassista viene preso direttamente dal cantante Slade Echeverria. Con questo cambio di formazione, la band pubblica un nuovo EP, Free Your Mind il 10 marzo 2009. Una di queste nuove canzoni, You and I, è stata usata come colonna sonora del film Scooby-Doo! Il mistero ha inizio.
Nel 2010 la band pubblica con la Hopeless il suo primo album, chiamato The Words You Don't Swallow, che debutta al 50º posto della Independent Chart ed al 16º della Heatseekers Chart. A quest'album fa seguito un mixtape (intitolato appunto The Mixtape) nel 2011, scaricabile gratuitamente dal sito della band. Il 30 gennaio 2012, con una nota su Facebook, il chitarrista Adam Juwig annuncia di aver lasciato la band per proseguire i propri studi e per l'intenso sforzo richiesto dalla vita in tour. A sostituirlo viene chiamato Dave Melillo. Dopo una lunga sessione di tour, gli Anarbor cominciano a lavorare sul loro secondo album: Burnout è pubblicato il 4 giugno 2013 dalla Hopeless Records. Tuttavia poco prima dell'uscita dell'album il batterista Greg Garrity annuncia che non prenderà parte al Warped Tour e che lascerà la band; al suo posto è chiamato come sostituto Shaun Lyman. Nel giro di pochi giorni lasciano la band anche i restanti membri tranne Slade Echeverria, sostituiti per il Warped Tour da Joshua Randall degli Every Avenue e Justin Bradley.
Nel 2014 la band rimane inattiva e poco presente anche sui social media; il 20 settembre l'account ufficiale di Twitter conferma che la band è in hiatus, anche se smentisce che il gruppo si sia sciolto definitivamente.

## Formazione

### Formazione attuale
- Slade Echeverria - voce e basso (2003-presente)

### Ex componenti
- Jess Myers - basso (2003-2008)
- Adam Juwig - chitarra elettrica (2003-2011)
- Greg Garrity - batteria (2003-2013)
- Mike Kitlas - chitarra ritmica (2003-2013)
- Dave Melillo - chitarra elettrica (2011-2013)

## Discografia

### Album in studio
- 2010 - The Words You Don't Swallow
- 2013 - Burnout
- 2016 - Anarbor
- 2022 - Love & Drugs

### EP
- 2005 - You Brought This on Yourself (pubblicato come Troop 101)
- 2008 - Hearing Colours, Seeing Sounds
- 2008 - The Natural Way
- 2009 - Free Your Mind
- 2011 - The Mixtape
- 2018 - The EP

### Apparizioni in compilation
- 2009 - Warped Tour 2009 Tour Compilation - Let the Games Begin
- 2010 - Take Action! Volume 9 - Passion for Publication (acoustic)
- 2010 - Warped Tour 2010 Tour Compilation - Gypsy Woman
- 2011 - Another Hopeless Summer 2011 - Fast, Cheap, and Out of Control
- 2011 - Love Is Hopeless - Love Instead
- 2012 - Another Hopeless Summer 2012 - Whiskey in Hell (rough cut)
- 2012 - Hopeless for the Holidays - West Coast Christmas
- 2013 - Another Hopeless Summer 2013 - I Hate You So Much
- 2013 - Warped Tour 2013 Tour Compilation - Damage I've Done